# 박한별 (수영 선수)
박한별(1997년 9월 28일~)은 대한민국의 수영 선수이다. 주종목은 배영이며 현재 배영 50m 대한민국 최고 기록을 보유하고 있다.

## 개요
박한별은 초등학교 때 수영을 시작했다. 초등학교 4학년때 배영 50m, 자유형 50m에서 33초, 30초로 전국소년체육대회에서 2관왕을 하며 유망주로 각광 받았다. 그 후 초등 6학년 시절 목포에서 열린 전국소년체육대회에서 접영 50m에서 대회신기록 1위, 배영 50m에서 대회신기록 (종전 기록 30.82, 최은별)을 30초 중반대로 진입하여 금메달을 따며 배영선수로 전향하였다 가끔은 접영, 자유형도 뛰었다. 장거리는 단거리에 비해 약했다. 고교 진학 이후 배영으로 전환해 각종 대회에서 두각을 나타냈다. 2014년 6월 김천에서 열린 제63회 회장배 겸 KBS배 전국수영대회 여자 배영 50에서 28초 46으로 첫 대한민국 신기록을 작성했다.

## 개인 최고 기록
| 종목     | 기록    | 날짜         | 대회               | 장소          | 기타       |
| 배영 50m | 28초 32 | 2014. 09. 23 | 제17회 아시안 게임 | 대한민국 인천 | , 결선 4위 |

## 출신 학교
- 남항초등학교
- 태종대중학교 (전학) → 신선중학교 (졸업)
- 부산체육고등학교